# Scaralis puella
Scaralis puella är en insektsart som beskrevs av Stsl 1863. Scaralis puella ingår i släktet Scaralis och familjen lyktstritar. Inga underarter finns listade i Catalogue of Life.